# Андерссон, Бенгт
Бенгт Ми́каэль А́ндерссон (швед. Bengt Mikael Andersson; 6 ноября 1961, Вестерос, Швеция) — шведский гребец-байдарочник, выступал за сборную Швеции на всём протяжении 1980-х годов. Участник двух летних Олимпийских игр, дважды чемпион мира, победитель многих регат национального и международного значения.

## Биография
Бенгт Андерссон родился 29 ноября 1962 года в коммуне Вестерос, лен Вестманланд. Активно заниматься греблей начал с раннего детства, проходил подготовку в одном из спортивных клубов города Нючёпинга.
Первого серьёзного успеха на взрослом международном уровне добился в 1982 году, когда попал в основной состав шведской национальной сборной и побывал на чемпионате мира в югославском Белграде, откуда привёз награду золотого достоинства, выигранную в зачёте четырёхместных экипажей на километровой дистанции. Год спустя на мировом первенстве в финском Тампере выиграл бронзовую медаль в двойках на десяти километрах. Благодаря череде удачных выступлений удостоился права защищать честь страны на летних Олимпийских играх 1984 года в Лос-Анджелесе — в двойках с напарником Калле Сундквистом показал на тысяче метрах восьмой результат.
На чемпионате мира 1985 года в бельгийском Мехелене Андерссон дважды поднимался на пьедестал почёта: стал чемпионом в четвёрках на тысяче метрах, а также получил серебро в четвёрках на десяти тысячах метров. Два года спустя на мировом первенстве в немецком Дуйсбурге взял серебро в километровой гонке четвёрок. Будучи одним из лидеров шведской гребной сборной, благополучно прошёл квалификацию на Олимпийские игры 1988 года в Сеуле — представлял Швецию в программе четырёхместных байдарок на дистанции 1000 метров, добрался до финальной стадии и финишировал в решающем заезде восьмым. Вскоре после этой Олимпиады принял решение завершить карьеру профессионального спортсмена, уступив место в сборной молодым шведским гребцам.